# 明智駅 (岐阜県恵那市)
明智駅（あけちえき）は、岐阜県恵那市明智町445-2にある明知鉄道明知線の駅である。駅番号は1。明知線のすべての列車の始発・終着駅であり、駅近くには明知鉄道本社がある。駅周辺は旧恵那郡明智町の中心市街地であり、住民が大正時代の町並みを保存して観光資源として活用している「日本大正村」の玄関口である。
終日駅係員配置駅。窓口営業時間は始発から最終列車発車前まで。

## 歴史
- 1934年（昭和9年）6月24日：国鉄明知線 岩村 - 当駅間開通時に、明知駅として開業[1][2]。一般駅[2]。
- 1981年（昭和56年）2月1日：貨物の取扱を廃止（旅客駅となる）[1][2]。
- 1984年（昭和59年）2月1日：荷物の取扱を廃止[2]。
- 1985年（昭和60年）11月16日：明知鉄道に転換[1][2]。同時に明智駅に改称[1][2]。
- 2004年（平成16年）3月25日：閉塞方式変更により、腕木式信号機使用停止[3]。

## 駅構造
駅舎に接して1面1線の単式ホームがある地上駅。構内に車両基地があり、車両の夜間滞泊もある。また、多くの側線を有する。
2012年に喫茶店や地元産品の販売コーナー、トイレを備えた交流施設「明智駅前プラザ」が駅舎の隣に開設された。

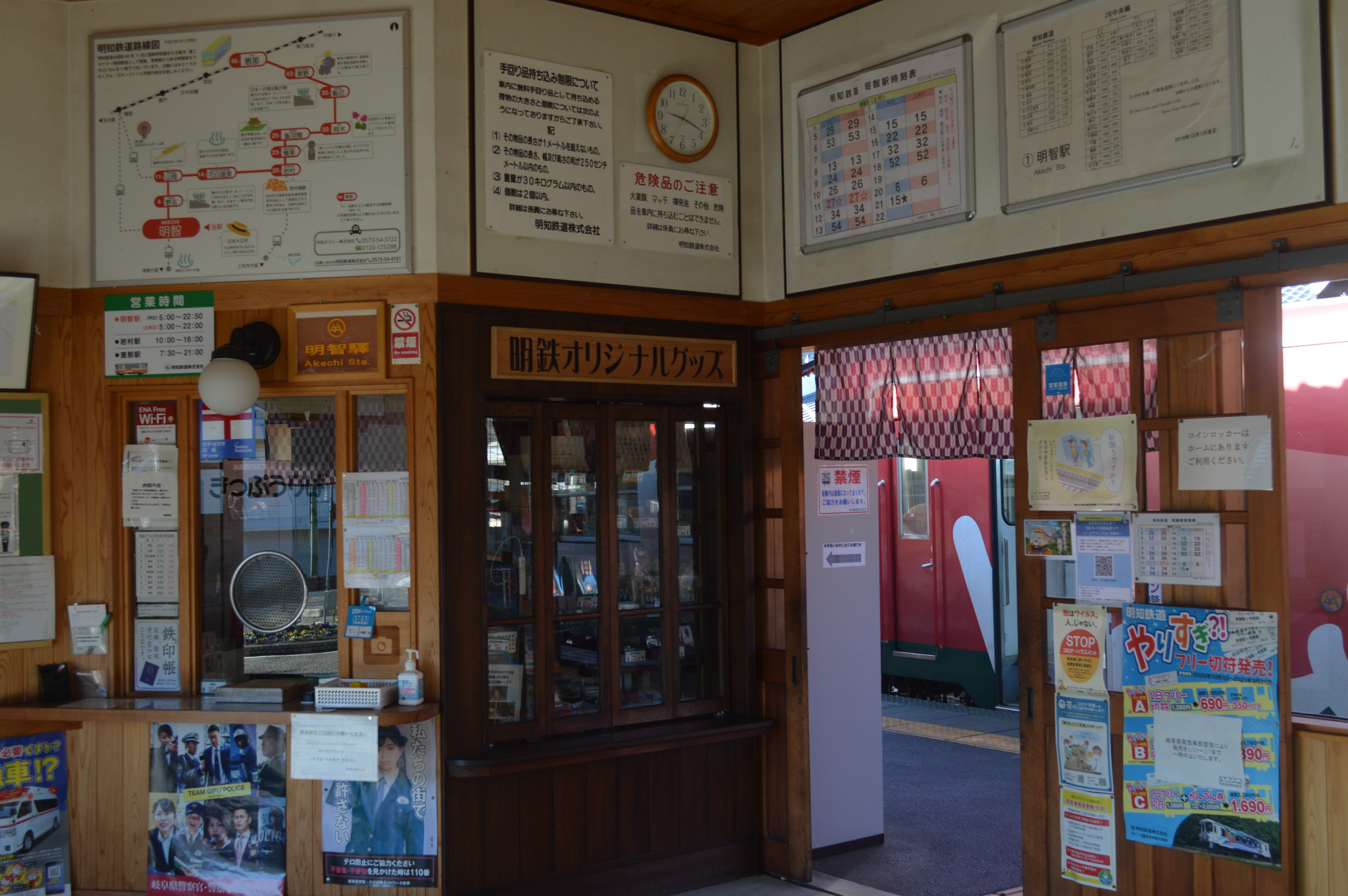
駅舎内（2021年1月）
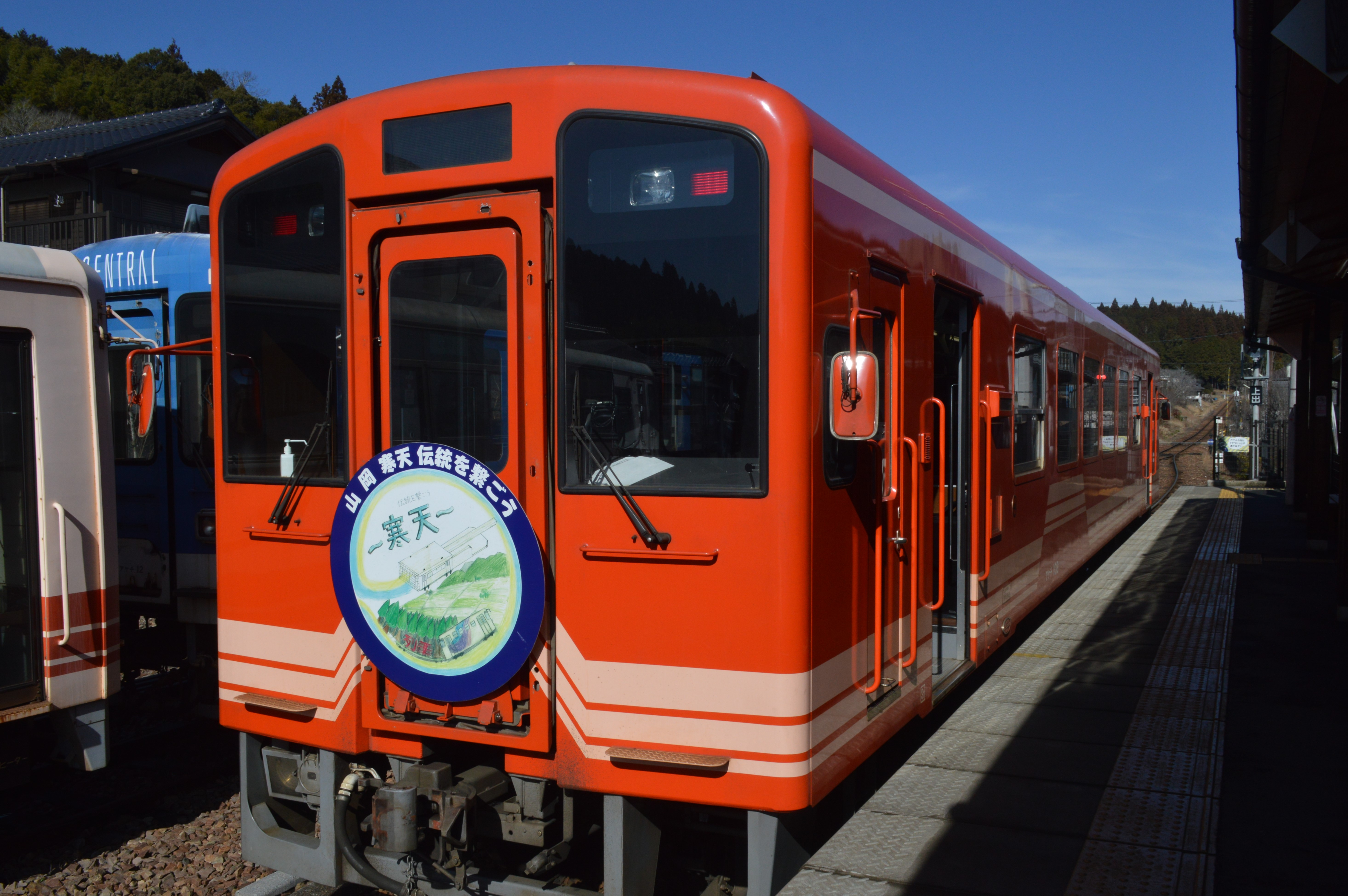
停車中のアケチ100形気動車（2021年1月）
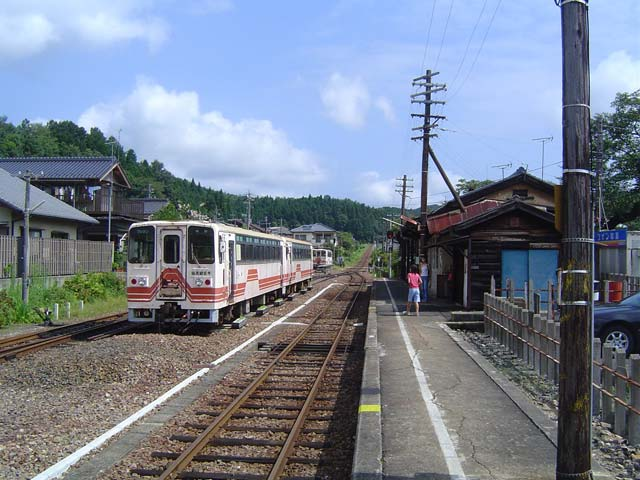
駅構内にあったアケチ1形の廃車体（2004年）
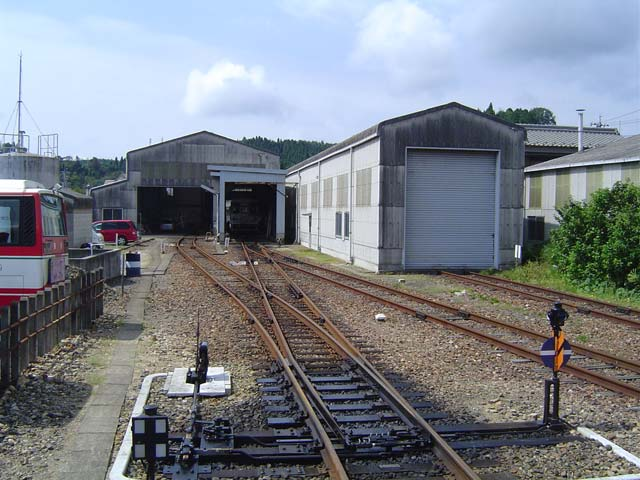
車両基地（2004年）
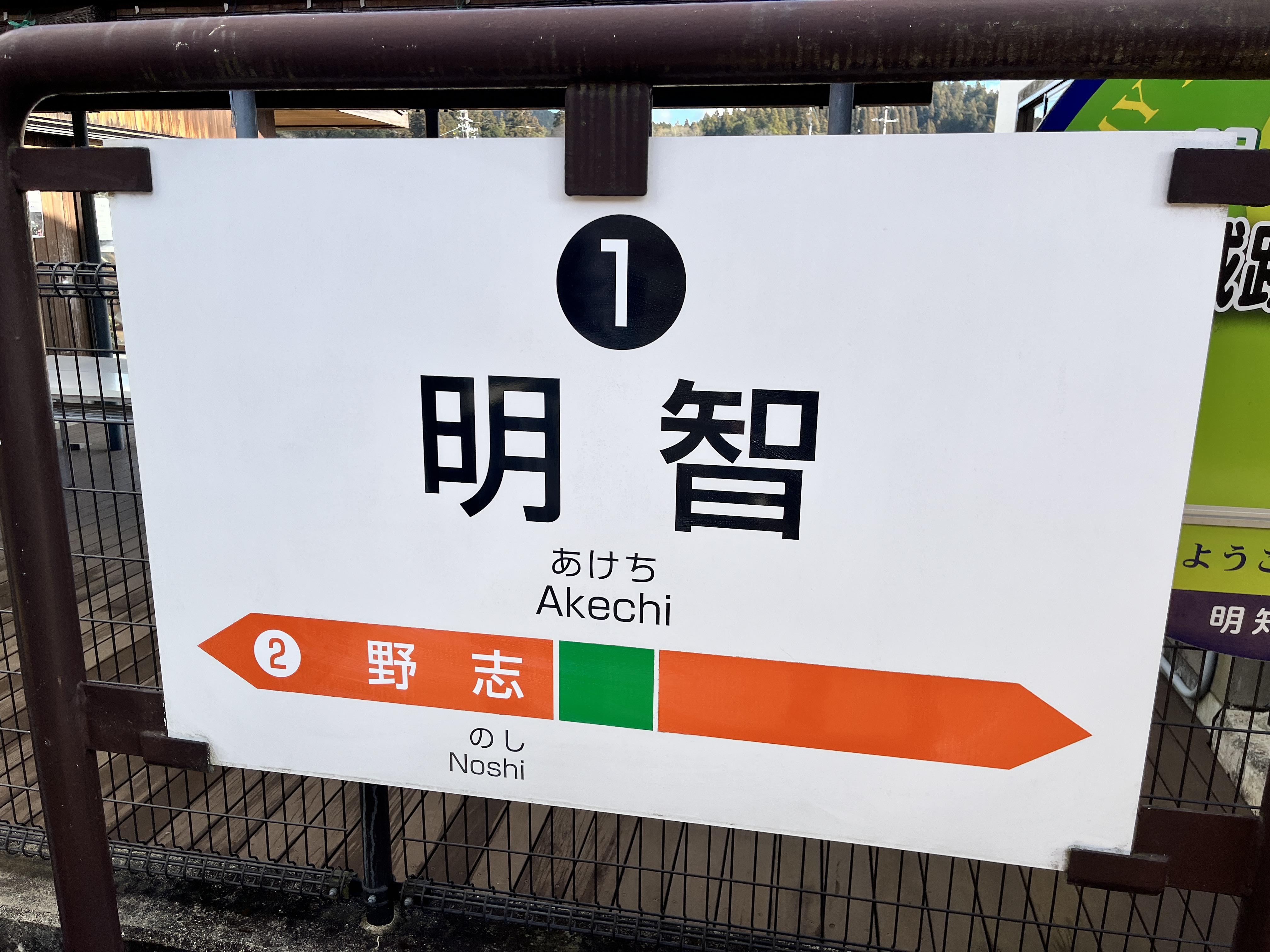
駅看板（2025年1月）

## 乗客・貨物の推移
| 年度 | 乗車人員 | 降車人員 | 貨物発送トン | 貨物到着トン |
| ---- | -------- | -------- | ------------ | ------------ |
| 1934 | 36,106   | 34,777   | 901          | 3,073        |
| 1935 | 44,217   | 40,813   | 988          | 4,048        |
|      |          |          |              |              |
| 1955 | 155,905  | 141,862  | 7,486        | 28,950       |
| 1956 | 173,909  | 154,763  | 12,110       | 3,486        |
| 1957 | 189,203  | 173,994  | 12,413       | 26,016       |
| 1958 | 193,585  | 167,311  | 10,164       | 21,930       |
| 1959 | 195,331  | 182,768  | 13,212       | 26,126       |
| 1960 | 196,065  | 183,253  | 13,561       | 27,268       |
| 1961 | 190,389  | 180,309  | 13,581       | 17,795       |
| 1962 | 195,140  | 185,394  | 12,899       | 16,561       |
| 1963 | 229,337  | 216,337  | 16,863       | 15,914       |

出典 - 『岐阜県統計書デジタルアーカイブ』岐阜県より1936-1954年は該当項目なし、1964年以降はネット未公開
| 年度 | 定期             | 定期          | 定期外           | 定期外        | 1日平均（人）合計 |
| 年度 | 乗降人員（千人） | 1日平均（人） | 乗降人員（千人） | 1日平均（人） | 1日平均（人）合計 |
| ---- | ---------------- | ------------- | ---------------- | ------------- | ----------------- |
| 2004 | 96               | 264           | 74               | 202           | 466               |
| 2005 | 87               | 239           | 50               | 138           | 477               |
| 2006 | 73               | 201           | 57               | 155           | 356               |
| 2007 | 83               | 227           | 60               | 164           | 391               |
| 2008 | 106              | 291           | 55               | 150           | 441               |
| 2009 | 130              | 356           | 47               | 129           | 485               |
| 2010 | 96               | 262           | 41               | 113           | 375               |
| 2011 | 104              | 285           | 52               | 142           | 427               |
| 2012 | 80               | 222           | 34               | 95            | 317               |
| 2013 | 77               | 212           | 41               | 111           | 323               |
| 2014 | 63               | 173           | 40               | 110           | 283               |
| 2015 | 70               | 191           | 54               | 148           | 339               |
| 2016 | 56               | 154           | 37               | 101           | 255               |
| 2017 | 66               | 181           | 46               | 126           | 307               |
| 2018 | 71               | 195           | 60               | 164           | 359               |
| 2019 | 66               | 181           | 53               | 145           | 326               |

出典 - 『恵那市統計書』より

## 駅周辺
- 日本大正村 - 複数の施設からなる野外博物館[1]。
  - 日本大正村資料館
  - 日本大正村役場
  - 大正ロマン館
  - 大正村時代館
  - 大正浪漫亭
- 明智地域振興事務所（旧恵那郡明智町役場）
- 恵那市立明智小学校
- 恵那市立明智中学校
- 岐阜県立恵那南高等学校明智校舎
- 国道363号

### バス路線
- 東濃鉄道バス
  - 明智線（陶・川折・小里・瑞浪駅前方面）
- 恵那市自主運行バス

## その他
- 1999年、中部の駅百選（第1回）に選定された。
- 硬券の販売が今も行われている（ただし、隣駅の野志駅へは軟券のみの販売）。JR東海との連絡乗車券も硬券のものが販売されている。
- 駅開業当初の駅名、「明知」は当時の所在地だった明知町に由来する。その後、明知町は1954年（昭和29年）7月1日に静波村と合併して明智町となった。それに伴い、1985年の転換時に新町名に合わせて駅名を「明智」に改称している[1]。旧町名の明知は古くは城名であるが（明知城）、現在でも会社名（明知鉄道）や路線名（明知線）に使われている。新町名の「明智」は自治体としては2004年の「平成の大合併」によって消滅しており、現在は恵那市の市内町名となっている。
- 2013年12月、明智小学校に静態保存されていたC12形蒸気機関車が駅構内に移された。明知鉄道は将来の蒸気機関車運行を目指しており、2014年以降、構内での運転見学や体験乗車のイベントを開催している[5]。
- 国鉄線だけでなく、国鉄バス中馬線、恵那線も通じていたが、1986年に撤退した。

## 隣の駅
明知鉄道
■明知線
- 急行「大正ロマン号」発着駅

野志駅（2） - 明智駅（1）